# كونيل جيمس بالدوين
كونيل جيمس بالدوين هو عسكري كندي، ولد في 1777، وتوفي في 14 ديسمبر 1861.